# Kurier Poranny (1990)
Kurier Poranny – informacyjne, codzienne pismo lokalne regionu północno-wschodniego, wydawane w Białymstoku od stycznia 1990 (numer 0 ukazał się 21 grudnia 1989); pierwotnie redakcja składała się z dziennikarzy popołudniówki Kurier Podlaski; posiada 6 tygodników: Kurier Osiedlowy, Kurier Bielski, Kurier Sokólski, Kurier Łapski, Kurier Hajnowski i Kurier Lokalny (Wasilków, Supraśl, Czarna Białostocka); nakład 35 tys. egz., magazyn – 55 tys. egz. (1995).. Właścicielem gazety było wydawnictwo Polska Press sp. z o.o, które 1 marca 2021 zostało przejęte przez spółkę Polski Koncern Naftowy Orlen (jej największym udziałowcem jest Skarb Państwa).
Do marca 2024 roku redaktorem naczelnym był Adam Jakuć. W czerwcu stanowisko to objął Tomasz Dworzańczyk.

## Dodatki
- Poniedziałek: Moje Auto, Kurier Sokólski
- Wtorek: Praca i Nauka, Kurier Hajnowski
- Środa: Mój Dom i Nieruchomości, Kurier Bielski
- Czwartek: strona Zdrowie
- Piątek: Magazyn reporterów, Obserwator – dodatek publicystyczny, Album Białostocki – Białystok kiedyś
- Sobota: Pupile – dodatek o zwierzętach i ich właścicielach

Ponadto Kurier Poranny publikuje dużo rozmaitych, okazjonalnych dodatków:
- Buduj z Porannym – ukazuje się w ostatni poniedziałek miesiąca